# Czarna Wielka
Czarna Wielka [ˈt͡ʂarna ˈvjɛlka] est un village polonais de la gmina de Grodzisk dans le powiat de Siemiatycze et dans la voïvodie de Podlachie. Il se situe à environ 7 kilomètres à l'est de Grodzisk, à 16 kilomètres au nord de Siemiatycze et à 66 kilomètres au sud de Bialystok. 